# 克拉夫山
克拉夫山（英語：Mount Clough），是南極洲的山峰，位於阿蒙森海岸，處於多特山以東4公里的卡佩拉里冰川南岸，海拔高度2,230米，由美國探險隊發現和繪入地圖，現時由南極條約體系管理。